# Extinction Rebellion
Extinction Rebellion (abreujat com XR i traduït al català com Rebel·lió o Extinció) és un moviment social i polític que utilitza la resistència noviolenta per protestar en contra de la crisi climàtica, la pèrdua de la biodiversitat, el risc d'extinció humana i l'esfondrament ecològic.
Citant la inspiració en el moviment grassroots o en el Ocuppy, el moviment d'independència de Gandhi, les suffragettes, Martin Luther King i altres com el moviment de drets civils, Extinction Rebellion organitza protestes de suport arreu amb un sentit d'emergència sobre la crisi climàtica. Un gran nombre d'activistes en el moviment han arribat a comprometre's fins al punt de ser arrestats, i fins i tot anar a presó, similar a la tàctica d'arrest en massa del Comitè de 100 el 1961.
El moviment utilitza un rellotge encerclat com a símbol per fer-lo servir com a advertiment que el temps està corrent ràpidament per moltes espècies.

## Manifest

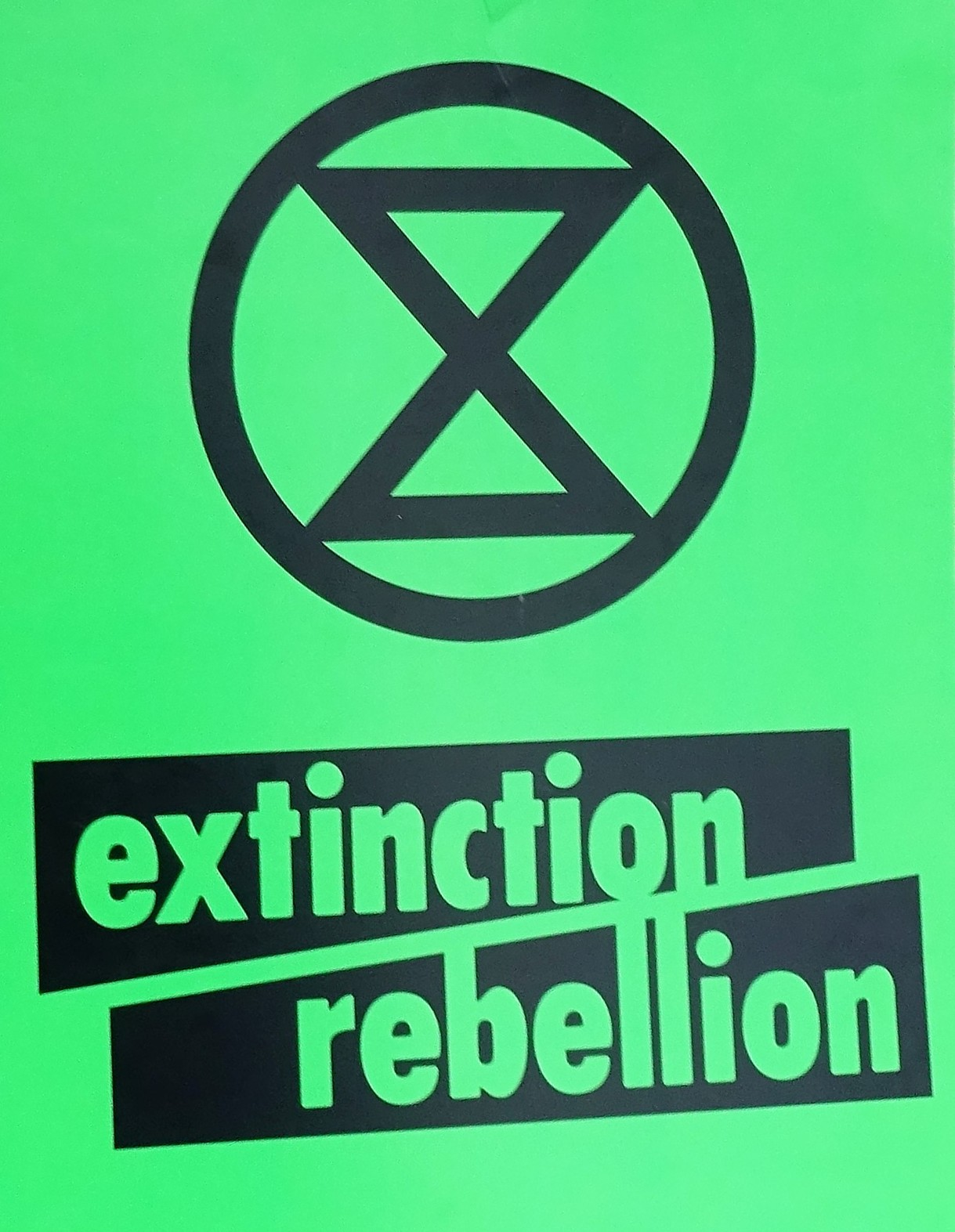
Cartell d'Extinction Rebellion amb el logo.

La pàgina web de Extinction Rebellion declara els objectius següents:
| « | - El Govern ha de dir la veritat sobre el clima i l'emergència ecològica en un sentit ampli, revertint les polítiques inconsistents i treballant a través dels mitjans de comunicació amb la ciutadania. - El Govern ha d'actuar legalment en mesures de política obligatòria per reduir emissions de carboni a xarxa zero pel 2025 i per reduir els nivells de consum. - L'assemblea nacional de Ciutadans ha de supervisar els canvis, com a part de la creació d'un sistema democràtic apte per aquests propòsits. | » |

### Declaració de principis
XR declara el següent a la seva pàgina web i explica en un declaració:
1. Tenim una visió compartida de canvi —crear un món on tinguin cabuda les generacions que han de venir.
2. Situem la nostra missió en allò que és necessari —mobilitzar el 3.5% de la població per aconseguir canviar el sistema— utilitzant idees com "organització conduïdes pel moment" per tal d'aconseguir allò que ens proposem.
3. Necessitem una cultura regenerativa —abandonant les zones de confort i prenent partit pel canvi.
4. Obertament ens desafiem nosaltres mateixes i aquest sistema tòxic —deixant les nostres zones de confort per prendre partit pel canvi.
5. Valorem la reflexió i l'aprenentatge —seguint un cicle d'acció, reflexió, aprenentatge, i planejant per més acció. Aprenentatge d'altres moviments i contextos així com les nostres experiències pròpies.
6. Donem la benvinguda a tothom i cada part de tothom —treballant activament per crear espais més segurs i més accessibles.
7. Reduïm activament el poder trencant jerarquies de poder —per a una participació més equitativa
8. Evitem culpar i avergonyir —vivim en un sistema tòxic, però no es pot culpar ningú individualment.
9. Som una xarxa no violenta —usem l'estratègia i tàctica no violenta com a via més eficaç per portar-nos cap al canvi.
10. Ens basem per damunt de tot en l'autonomia i la descentralització —col·lectivament creem estructures que necessitem per desafiar poder. Qualsevol que segueixi aquests principis de base i els valors pot prendre part en nom de Rebel·lió o Extinció[13]

## Suport
El 26 d'octubre de 2018, aproximadament cent acadèmics van signar una crida a l'acció per donar suport al moviment. El 9 de desembre de 2018, una segona carta oberta de suport es va signar per un altre centenar d'acadèmics.
Durant el 'Rebel·lió Internacional' que es va iniciar el 15 d'abril de 2019, accions i missatges de donar suport van arribar de diverses fonts, incloent un discurs de l'actriu Emma Thompson, una visita planejada per la dirigent de la vaga escolar Greta Thunberg, i declaracions del que havia sigut científic de la Nasa James Hansen i del lingüista i activista Noam Chomsky.

## Accions a Regne Unit

### 2018
El 17 d'octubre de 2018, els activistes de Extinction Rebellion van aguantar una tancada a la seu de Regne Unit de Greenpeace, organitzant l'acció directa pel clima, "per animar els seus membres a participar en les concentracions de desobediència civil com l'alternativa única per revertir el pitjor de la catàstrofe ecològica" i unir-se en activitats futures amb Extinction Rebellion.

#### 'Declaració de Rebel·lió'
Una assemblea va tenir lloc a Plaça del Parlament, a Londres el 31 d'octubre de 2018, i va concentrar més de mil persones per escoltar la "Declaració de Rebel·lió" contra el govern de Regne Unit i discursos de Donnachadh McCarthy, Greta Thunberg de 15 anys, una estudiant sueca en vaga escoltar per protestar contra la inacció sobre les problemàtiques del clima per part del seu govern, i Julia Bradbury, i el MEP dels verds Molly Scott Cato també presents a la plaça. Després que fos proposat el moviment i que fos acordat, l'assemblea va ocupar la carretera, la MP dels verds Caroline Lucas, l'ecologista George Monbiot, i altres conferenciants i cantants, incloent Seize the Day, van continuar reclamant directament enfront de la Houses of Parliament. I tot seguit es van detenir 15 activistes de la campanya que havien continuat assegudes a l'asfalt.
En les primeres dues setmanes del moviment al novembre de 2018, més de 60 persones van ser arrestades per participar en actes de la desobediència civil organitzada per Extinction Rebellion. El 12 de novembre de 2018, activistes van bloquejar el departament Empresarial del Regne Unit, també el d'Energia i Estratègia Industrial i van avocar cola als panys de les portes dels departaments. Els activistes van descobrir una pancarta amb el lema "Climate Change... We're Fucked" damunt el Westminster Pont i van encolar les portes del carrer de Downing Street, prop de la residència oficial del Primer ministre el 14 de novembre.

#### 'Rebellion Day'

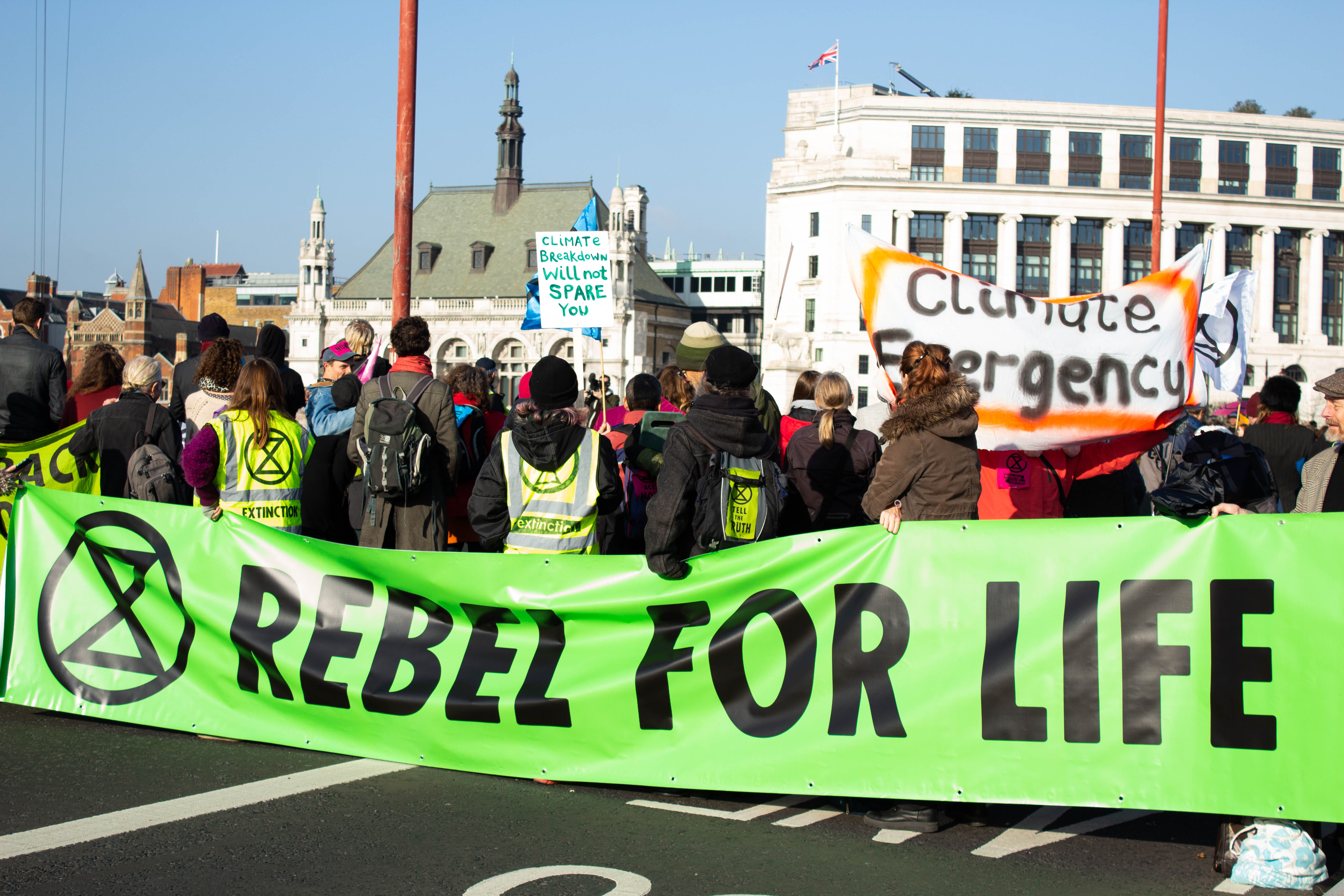
"Rebellion Day" a Blackfriars Pont el 17 de novembre de 2018

El 17 de novembre de 2018, va ser anomenat el dia "Rebellion Day", aproximadament 6.000 persones van participar en una acció coordinada per blocar els cinc ponts principals sobre el riu Tàmesi a London (Southwark, Blackfriars, Waterloo, Westminster, i Lambeth) durant diverses hores, causant disrupcions de trànsit important; i es van produir 70 arrests. El diari The Guardian ho va descriure com "un dels actes més grans de desobediència civil pacífica al Regne Unit en dècades". L'artista de YBA Gavin Turk era un dels activistes que va ser arrestat per obstruir l'autopista pública. Internacionalment hi hi havia una acció pel grup XR que agrupava Estocolm, així com manifestacions a Dublín, Suro, Galway, Belfast. Copenhaguen, Berlín, Madrid i Nova York.

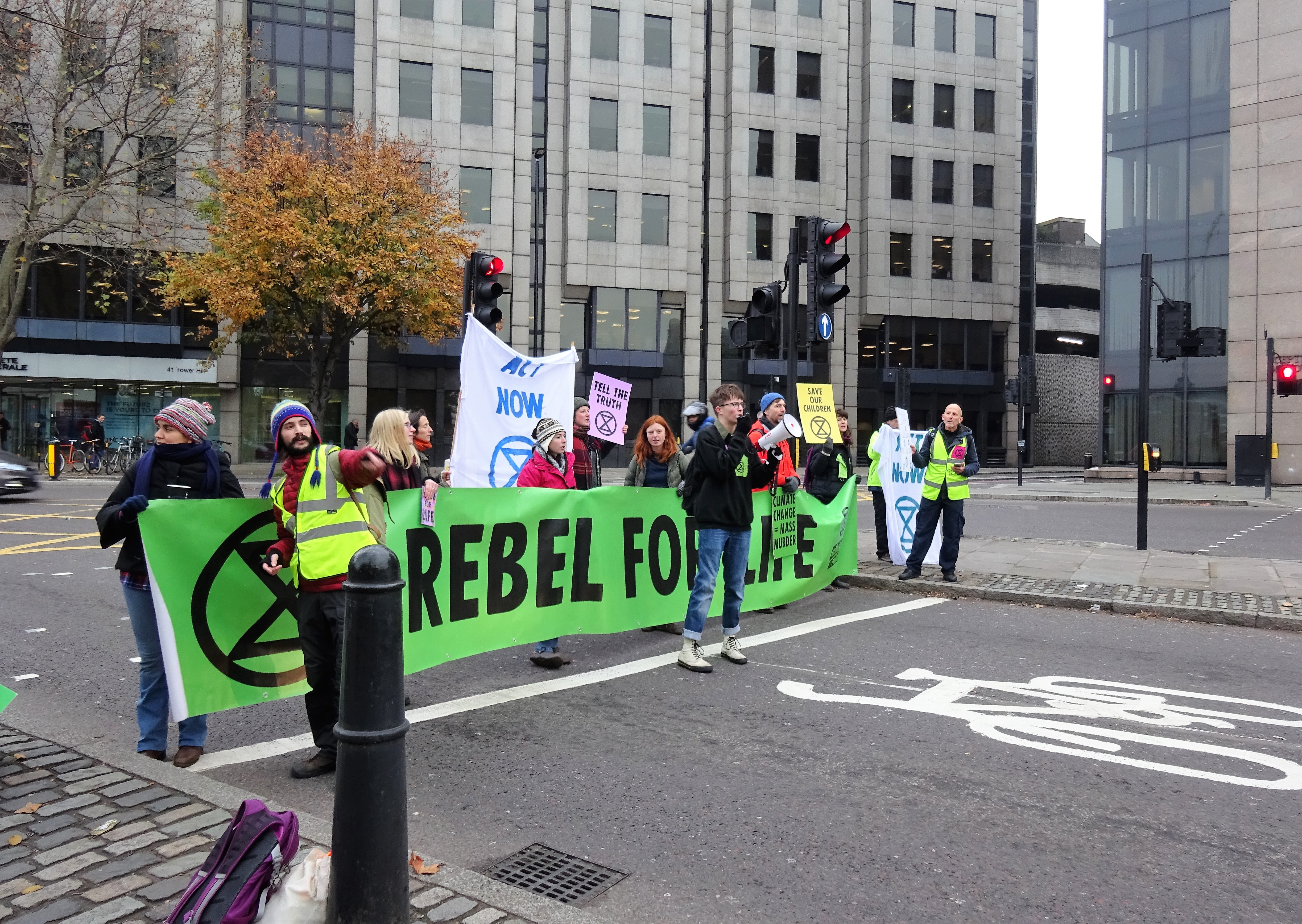
Protesta de Extinction Rebellion al Turó de la Torre, el de 23 novembre de 2018

Des del 21 de novembre de 2018, es va començar una campanya coneguda com a bloqueigs de les vies "disseminats" (es van fer bloqueigs de diverses vies intermitentment cada 7 minuts), els grups petits d'activistes de Extinction Rebellion van dur a terme protestes per ocupar nusos viaris a Lambeth i Vauxhall Ponts, Elefant i Castell, Pont de Torre i el tribunal d'Earl, causant disrupció seriosa per la saturació del trànsit continuat al llarg de tot el dia. Accions similars van continuar els següents dies a Londres, amb un agrup movent-se al Carrer d'Oxford a la tarda del dia de compra dels descomptes del divendres de Black Friday.
El 23 de novembre, en una primera acció a l'exterior de Londres, un grup de Extinction Rebellion va parar el transit interior de la ciutat de York a Coppergate, el carrer Clifford Street, Pavement i Ouse Pont, així com va sostenir una demostració a fora de les Oficines de l'Oest de la ciutat del Consell de York. Un grup de XR d'Oxford va blocar el trànsit a Botley Road també el mateix dia.

#### 'Rebellion Day 2'
Pel "Rebellion Day 2", una setmana després del primer "Rebellion Day", Extinction Rebellion va blocar les carreteres al voltant de la Plaça de Parlament, i abans d'una marxa de funeral simulada a Downing Street i llavors a Palau de Buckingham. el co-fundador de XR Gail Bradbrook va llegir una carta a la Reina d'Anglaterra, i un activista es va auto-aplicar adhesiu i es va adherir a les portes del Palau, tot això abans que la processó retornés a la Plaça del Parlament. El 24 de novembre hi havia accions a l'exterior de Londres també organitzades per XR a Manchester, Sheffield, Machynlleth i Edimburg.
El 15 de desembre de 2018, un professor de psicologia va ser arrestat per un "graffiti sobre el canvi climàtic" a Bristol a l'edifici del Departament de Medi Ambient, Menjar i Afers Rurals (DEFRA), i una ocupació de "fer-se el mort" va ser organitzada també en un centre de compra local.
El 21 de desembre de 2018, les accions van ser escenificades a diverses localitzacions de la BBC al Regne Unit per Extinction Rebellion que demanava un canvi dins la política editorial, percebent un "fracàs a l'hora d'informar" sobre l'"emergència del clima." La seu de la BBC a London va arribar a ser bloquejada.

### 2019

#### Accions del consell de gener
El 25 de gener de 2019, aproximadament 40 membres de Extinction Rebellion van escenificar una ocupació pacífica d'una sola hora del Parlament escocès mentre s'estava debatent a la cambra de Holyrood, a Edimburg. Els salons de plens de l'ajuntament foren també ocupat per grups de XR a Norwich l'11 de febrer, i Gloucestershire el 13 de febrer, el qual va incloure un judici simulat de la "negligència criminal" del consell. Una setmana més tard el Somerset County Council va declarar l'emergència del clima, citant XR i percussors escolars com a impulsors de la decisió. A finals de febrer, seguint una petició de XR, el Reading Borough Council també va declarar l'emergència del clima, apuntant la necessitat de parar l'emissió de carboni per l'any 2030, una setmana després de les discussions amb el grup XR Reading (XRR) i un dia després de l'hivern més càlid de la història del Regne Unit.

#### Febrer – London Fashion Week

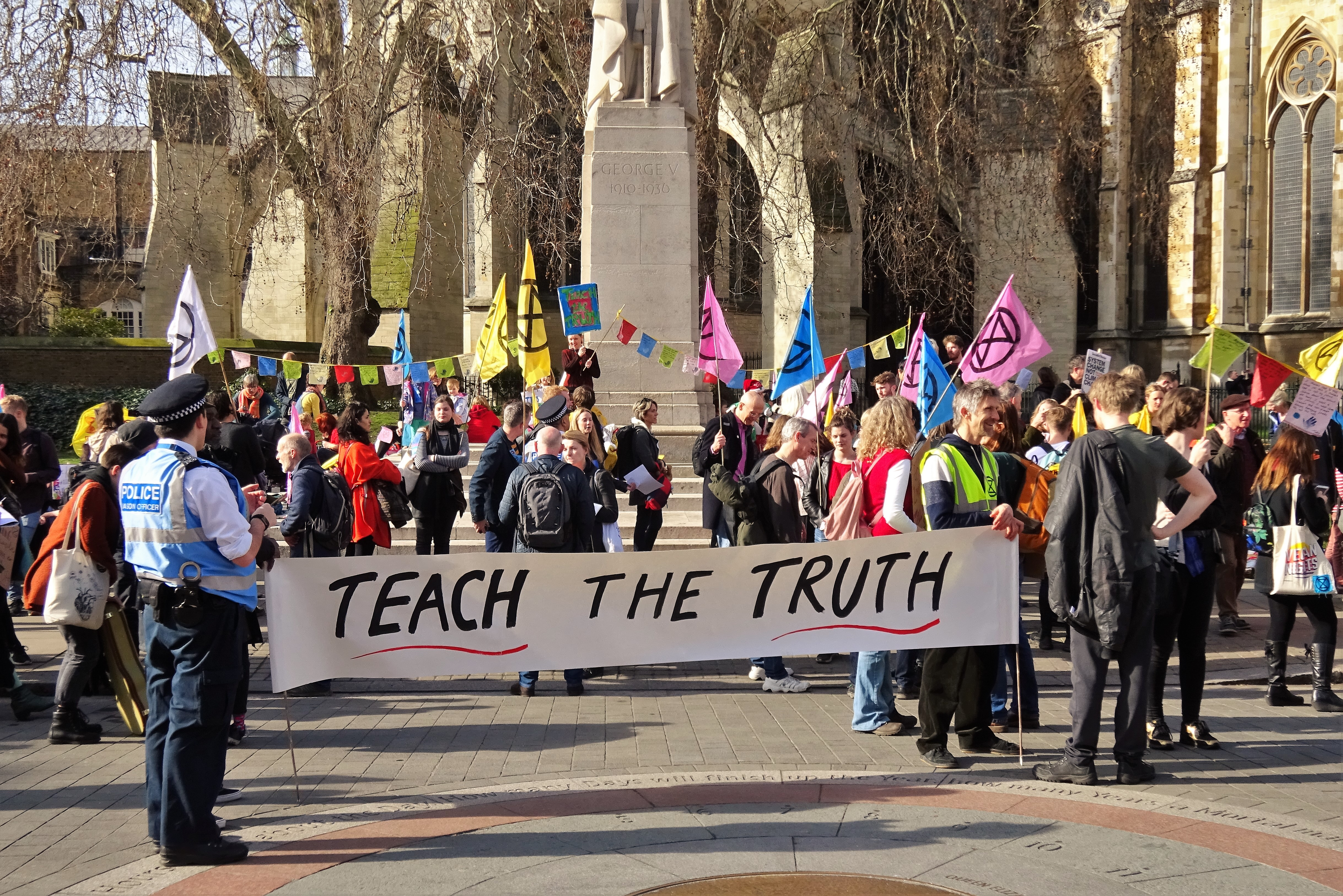
Una marxa d'Extinction Rebellion a la London Fashion Week a Londres, el 22 febrer 2019

Durant la London Fashion Week al febrer de 2019, Extinction Rebellion va organitzar diverses accions de protesta, cridant als organitzadors del British Fashion Council a declarar l'"emergència del clima" i a la indústria que prengués una funció capdavantera en la preservació del clima. L'agitació als carrers va ser aguantada per diverses agrupacions locals, i un parell de membres de rebels van portar abrics fets amb herba. Una setmana més tard, el dissenyador i cofundadora de XR Clare Farrell, era betada en un dels espectacles de moda per una firma que havia estat implicada en la seva producció.

#### March

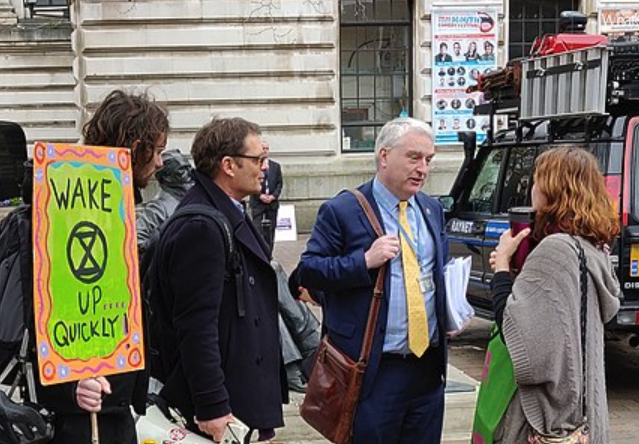
Gerald Vernon-Jackson, dirigent del Portsmouth Ajuntament, unint-se a una protesta d'Extinction Rebellion a Portsmouth, el 19 de març de 2019

El 9 de març de 2019, al voltant de 400 protestants van escenificar una demostració anomenada "Blood of Our Children" a l'exterior del No. 10 Downing Street, durant la qual van abocar galledes de sang falsificada a la carretera que representava les vides de nens implicades. L'ajuntament de Portsmouth va presentar una moticó d'emergència climàtica, la 49a al Regne Unit, i diversos manifestants es van encarar al dirigent Gerald Vernon-Jackson a fora del Portsmouth Guildhall.

#### Manifestació nua a la Casa dels Comuns
L'1 d'abril de 2019, al voltant de 12 protestants van ser arrestats després de despullar-se i encolar-se als vidres de la Casa dels Comuns mostrant-se així a la galeria on s'estava celebrant un debat sobre la Sortida del Regne Unit de la Unió Europea, dos del protestants van portar pintura de cos gris i màscares d'elefant per escenificar l'atenció en l'"elefant dins de l'habitació". Les activistes de XR s'havien inspirat en una acció distribuïda i directa de protesta de les suffragette al Parlament Britànic el 1909, quan en aquell cas sense anar nues les protestants es van encadenar a les estàtues.

#### Ocupacions de Mid-April
Començant el dilluns 15 d'abril de 2019, Extinction Rebellion va organitzar manifestacions a Londres, enfocant la seva atenció a Oxford Circus, Marble Arch, Waterloo Bridge i l'àrea al voltant de la Plaça del Parlament. Els activistes van fixar una barca rosa anomenada Berta Cáceres en record de l'activista hondurenya Berta Cáceres al mig de la intersecció ocupada del Oxford Street i Regent Street (Oxford Circus) encolant-s'hi algunes protestants, i també instal·lant diversos gazebos, testos amb plantes i arbres, una tarima mòbil i una rampa de patinatge que ocupava el Waterloo Bridge. Cinc activistes, incloent el cofundador de XR Simon Bramwell, varen ser arrestats per dany criminal quan es dirgiien cap a la seu de la companyia Shell, prop de Waterloo. Després que la policia imposés una secció de 24 hores a la Section 14 cap a les 18:55 requerint als activistes que es moguéssin cap a Marble Arch, la policia va intentar netajar Waterloo arrestant 113 persones, però no va aconseguir controlar el pont.
En el segon dia d'accions a Waterloo Bridge la policia policia va començar a arrestar activistes a les 12.40 pm, però va parar unes hores més tard, després de quedar-se sense cel·les disponibles. A finals del dimarts 16 d'abril es calculava que unes 500.000 persones havien estat afectades per les disrupcions i 290 activistes havien sigut arrestats a Londres. A Escòcia, més de 1.000 protestants van ocupar el North Bridge d'Edimburg, que porta a una de les rutes principals de la ciutat. La policia va dir que van fer finalment 29 arrests.
El matí del dimecres 17 d'abril dos activistes van pujar al sostre d'un tren de ferrocarril de Docklands a Canary Wharf i s'hi van adherir a banda i banda, estenent la interrupció del servei de ferrocarril. L'endemà els tres activistes van ser amonestats per obstruir trens i després que es declaressin no culpables foren enviats a presó quatre setmanes a l'espera d'audiència, sense fiança. Com a resposta a les protestes la Policia de Transport britànica va suspendre l'accés a la senyal Wi-Fi pública a les estacions subterrànies de Londres el mateix dia. Cap al final de dimecres una gran força policial va marxar cap al campament de la Parliament Square, arrestant persones i parcialment traient el que bloquejava la via, però més tard cap a la nit els protestants van tornar a recupera-ne el control.
A l'inici de dijous 18 d'abril, el quart dia d'ocupacions contínues a quatre ubicacions, la xifra d'arrests havia augmentat a 428, la majoria per incomplir lleis d'ordre públic i obstruir una autopista. Durant el matí del 18 d'abril aproximadament 20 activistes de XR van interrompre el trànsit a les víes d'accés al Vauxhall Bridge.

Un mural va aparèixer a Marble Arch després de la cerimònia de tancament el 25 d'abril. Aquest mural va ser atribuït a l'artista Banksy. L'eslògan "Quan aquests moments de desesperació acabin i la tàctica comenci" és un esment de l'obra The Revolution of Everyday Life.

El matí del 19 d'abril, després de l'especulació als mitjans de comunicació sobre una amenaça a Heathrow Aeroport, al voltant d'una dotzena d'adolescents, alguns de l'edat de 13 i 14, es va apropar a la carretera d'accés on van sostenir una pancarta que deia “Som nosaltres l'última generació?”. Alguns dels adolescents plorant i abraçats entre ells, mentre de la llunyania anaven a ser rodejats per un operatiu de la policia. Al migdia la policia va intentar moure una barca rosa de color rosa que els manifestants havien dut mentre Emma Thompson es va posar a llegir poesia sobre l'escenari, i finalment foren desallotjades les persones que s'havien unit a l'acció. Després de set hores la policia va aconseguir retirar la barca però no va aconseguir netejar Oxford Circus. Cap al tard la policia va informar que s'havia arrestat fins a 682 persones a Londres.
El 25 d'abril, 13 protestants van bloquejar la Borsa de valors de Londres, i van aconseguir moure el LED fora de l'acció. Malgrat aquesta acció, l'operació del mercat no va ser afectada. 4 protestants van accedir a damunt de Docklands Light Railway a Canary Wharf, i van aguantar diverses pancartes, el qual va resultar en un retard curt entre l'Estació de Bank & Monument i Stratford/Lewisham. 26 persones van ser arrestades. A la tarda, els activistes es van reunir al Hyde Park com la "cerimònia de tancament" del moviment, el qual va finalitzar les manifestacions d'11 dies a Londres. Un total de 1.130 persones varen ser arrestades durant les manifestacions.

## Accions en qualsevol altre lloc

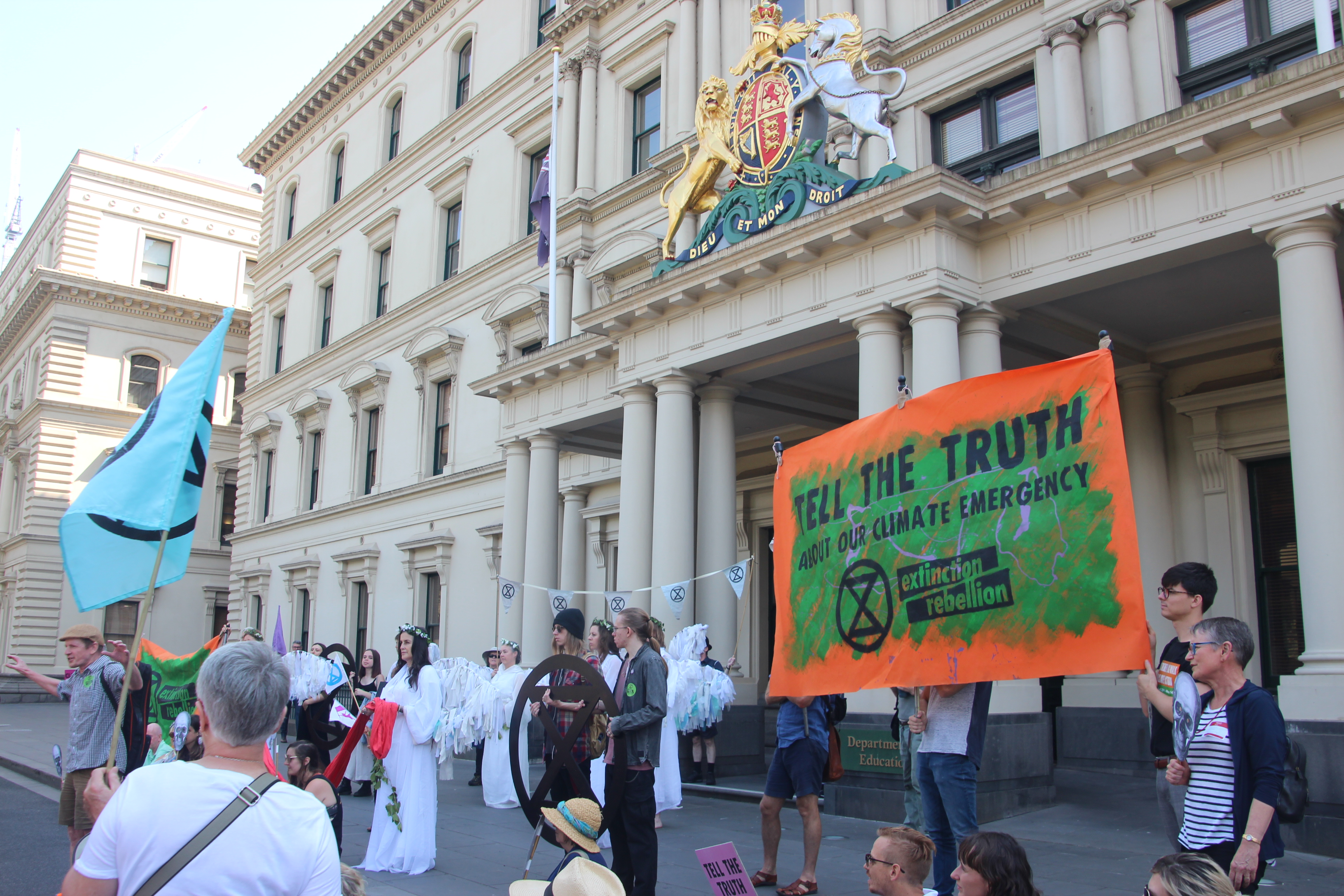
"Declaration Day" a Victorian State Government, el 22 de març de 2019

Extinction Rebellion Australia va sostenir una protesta anomenada 'Declaration Day' el 22 de març de 2019 a Melbourne, Adelaide, Sydney, i Brisbane. Els manifestants reunits protestaven per reclamar que els governs i els mitjans de comunicació declaressin un estat d'emergència climàtica. A la vigília del dia internacional de Rebellion Day, el 15 d'abril, un grup de XR va ocupar Parliaments's Lower House.
Esdeveniments de Extinction Rebellion varen planejar-se per la setmana del 15 d'abril de 2019, i en 27 països més que incloïen Irlanda, Austràlia, Canadà, França, Suècia, Alemanya, Colòmbia, Nova Zelanda i la Ciutat de Nova York per un dia nacional d'acció pels Estats Units.
El 15 d'abril, activistes de XR van ocupar parcialment el Tribunal Criminal Internacional a La Haia, formant cadenes humanes abans que fossin arrestats. Accions similars varen ser organitzades per XR a Berlín, Heidelberg, Brussel·les, Lausana, Madrid, Denver i Melbourne. A la Ciutat de Nova York, el dimecres 17 d'abril, un grup de XR de 300 persones es va reunir a City Hall per reclamar que l'Ajuntament declarés l'emergència climàtica i més de 60 persones van acabar arrestades després d'ocupar el carrer i penjar pancartes. El divendres 19 d'abril activistes de XR van irrompre a la línia de ferrocarril de Brisbane, Austràlia.
Rebel·lió o Extinció a Catalunya
Actualment existeixen diversos grups locals a Catalunya, a Girona, Sabadell, Vallès Oriental, Baix Montseny, i Barcelona, on el grup és actiu des del desembre de 2018

## Suport públic
Un estudi fet durant els primers dos dies de l'acció mid-occupation de London de l'abril de 2019 va trobar que un 46% de les persones enquestades donaven suport a la rebel·lió, tanmateix una enquesta d'opinió més gran i de temps després va veure que el suport havia declinat i que 52% dels enquestats s'oposaven a la protesta, per exemple les protestes del 17 d'abril que havien blocat el transport públic com els autobusos, provocant molèsties als usuaris locals.

## Crítica
El moviment ha estat criticat per alguns per exigir demandes no realistes. Energy and Climate Intelligence Unit, la qual donava suport a les accions i demandes. va expressar però que el marge temporal instat per XR era "...Una ambició que tècnicament, econòmicament i políticament no tenia absolutament cap possibilitat de ser complert." Van calcular que per arribar a la demanda de zero emissions pel 2025, es necessitaria desballestar al voltant de 38 milions de cotxes (tan gasolina com dièsel) que haurien de ser trets de les carreteres. A més, 26 milions de calderes de gas haurien de ser desconnectades en tan sols sis anys.
El filòsof americà i defensor dels drets dels animals Gary L. Francione va criticar el moviment perquè va rebutjar promoure el veganisme com a solució al canvi climàtic, i per adoptar la distinció "personal/política" el qual diu "cada moviment progressiu dels últims 50 anys ha sigut refusat perquè el sentit comú ens diu que no pots ignorar la funció de l'individu al crear i perpetuar problemes socials".